# Mascotte
Pour les articles homonymes, voir Mascotte (homonymie).
 (avril 2019).
Si vous disposez d'ouvrages ou d'articles de référence ou si vous connaissez des sites web de qualité traitant du thème abordé ici, merci de compléter l'article en donnant les références utiles à sa vérifiabilité et en les liant à la section « Notes et références ».

Footix, la mascotte de la Coupe du monde de football 1998 qui se déroulait en France.

Une mascotte est un être (le plus souvent, un animal) ou une chose servant de symbole, d'emblème ou de porte-bonheur à un groupe de personnes, une institution ou une entreprise.
En marketing, la mascotte est une créature fantastique stylisée, souvent de type comique, avec des traits anthropomorphiques qui permettent de personnifier la marque d'un produit, d'une entreprise, d'une institution (école, club de sport) et de véhiculer des messages simples et universels (joie, courage, énergie, etc.).

## Étymologie
Mascotte est un nom féminin singulier dont l'origine est récente (XIXe siècle) : il vient du provençal mascoto qui veut dire littéralement « sortilège ». Il a été introduit dans la langue française par l'écrivain Frédéric Mistral.
Variantes : les pâtissiers utilisent le mot « mascotte » pour désigner une génoise au moka ; les mécaniciens auto associent ce mot au bouchon de radiateur (voir ci-après) ; les sonorisateurs utilisent ce nom pour désigner le marteau permettant d'enfoncer les goupilles dans les ponts et structures métalliques.

## Principales mascottes
Les mascottes sont conçues à des fins commerciales, sportives, ou encore pour renforcer l'image d'une entreprise ou d'un logiciel. Voir ci-dessous. Cela permet d'avoir une image de la marque. Ces mascottes peuvent être soit gonflables soit réalisées en mousse, tissus et rembourrage.

### Mascottes commerciales
Les mascottes sont régulièrement utilisées pour assurer la promotion de certaines marques commerciales, en particulier dans les publicités ciblant les enfants, car ceux-ci sont facilement influençables devant leurs héros favoris. Les entreprises Haribo, Cetelem, Champomy La Fête, Kellogg's, McDonald's ou encore Flunch les utilisent régulièrement pour leur promotion terrain mais également dans des spots publicitaires télé. Les mascottes représentent un véritable outil de marketing événementiel pour asseoir le positionnement de la marque, du produit ou de l'institution.
Les séries animées diffusées en télévision ne restent pas en marge de ce phénomène et développent également des mascottes pour illustrer les personnages, héros des enfants, dont Oui-Oui, Maya l'abeille, Vic le viking, Babar, Scooby Doo, Charlotte aux Fraises, Mr. Plus, Dora l'Exploratrice, Spider-Man... Ces personnages interviennent dans le cadre d'actions commerciales ou Comédies Musicales. Dans le cadre d'actions commerciales, les centres commerciaux et hypermarchés exploitent l'image et la notoriété de ces personnages pour générer un fort trafic en magasin et dynamiser les ventes sur les produits sous licence (T-Shirts, jouets, jeux vidéo, art de la table...) Plusieurs comédies musicales utilisent aussi ces mascottes, sur scène, pour incarner les personnages issus de séries animées. Des opérations commerciales se multiplient également où les personnages mascottes font leur apparition pour des sessions photo-souvenir ou des séances de dédicaces.

### Mascottes d'équipes sportives
- Badaboum, pour l'équipe de Hockey des Nordiques de Québec.
- Youppi !, principalement connue pour être la mascotte officielle des Expos de Montréal de 1979 à 2004 est maintenant la mascotte de l'équipe de hockey des Canadiens de Montréal.
- Footix, pour l'équipe de France, Coupe du Monde 1998.

Le mouvement est grandissant en France ; de plus en plus de clubs sportifs quels qu'ils soient adoptent des mascottes à leurs effigies.

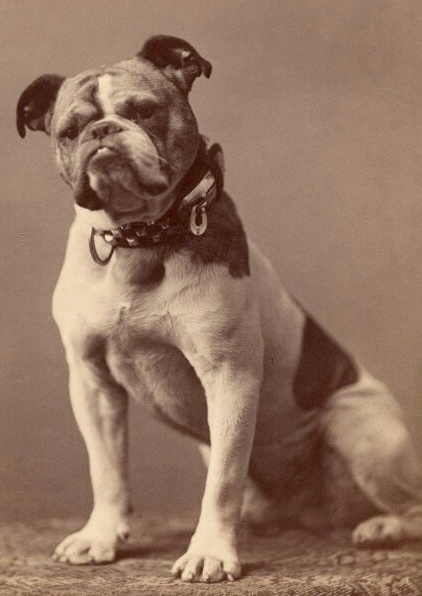
Original Handsome Dan (vers 1889, Pach Brothers), mascotte de l'équipe de football de l'Université Yale.
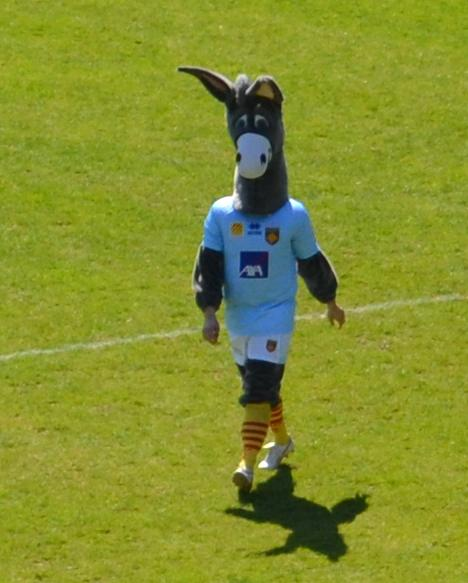
Cap de Burro, mascotte de l'USAP
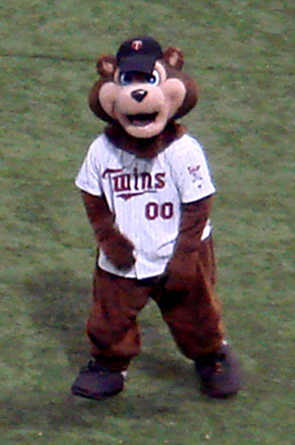
Mascotte des Twins du Minnesota.
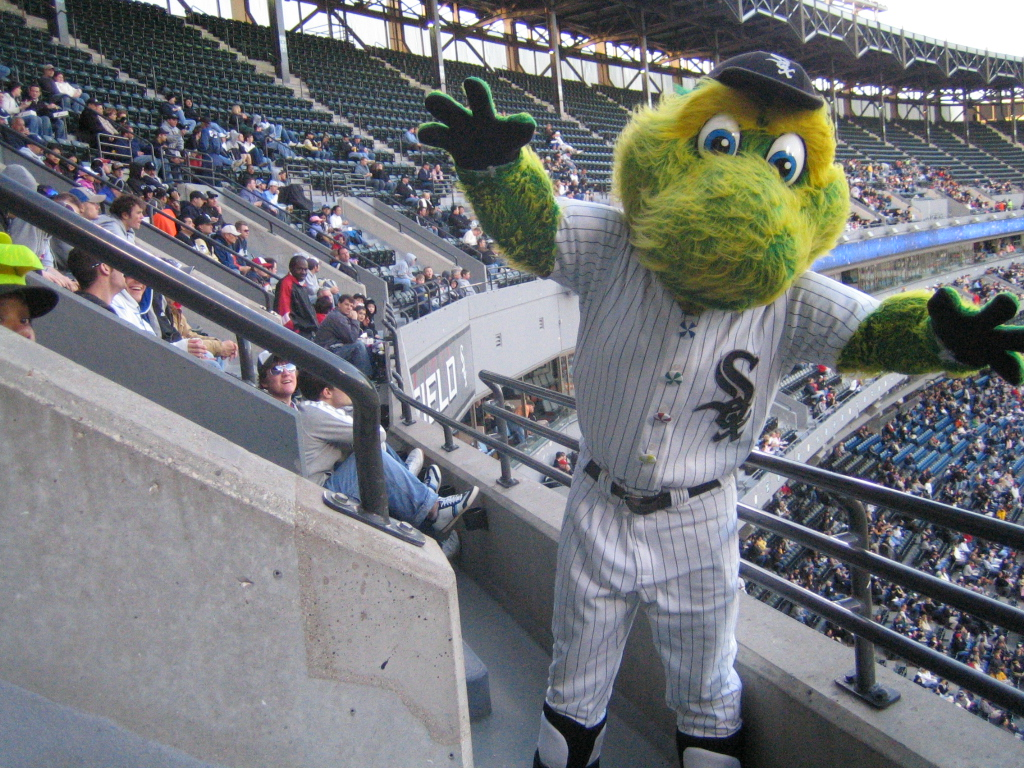
Southpaw, la mascotte des White Sox de Chicago.
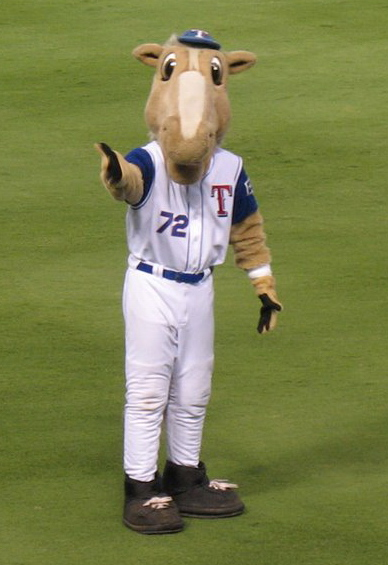
Rangers Captain, la mascotte des Rangers du Texas.
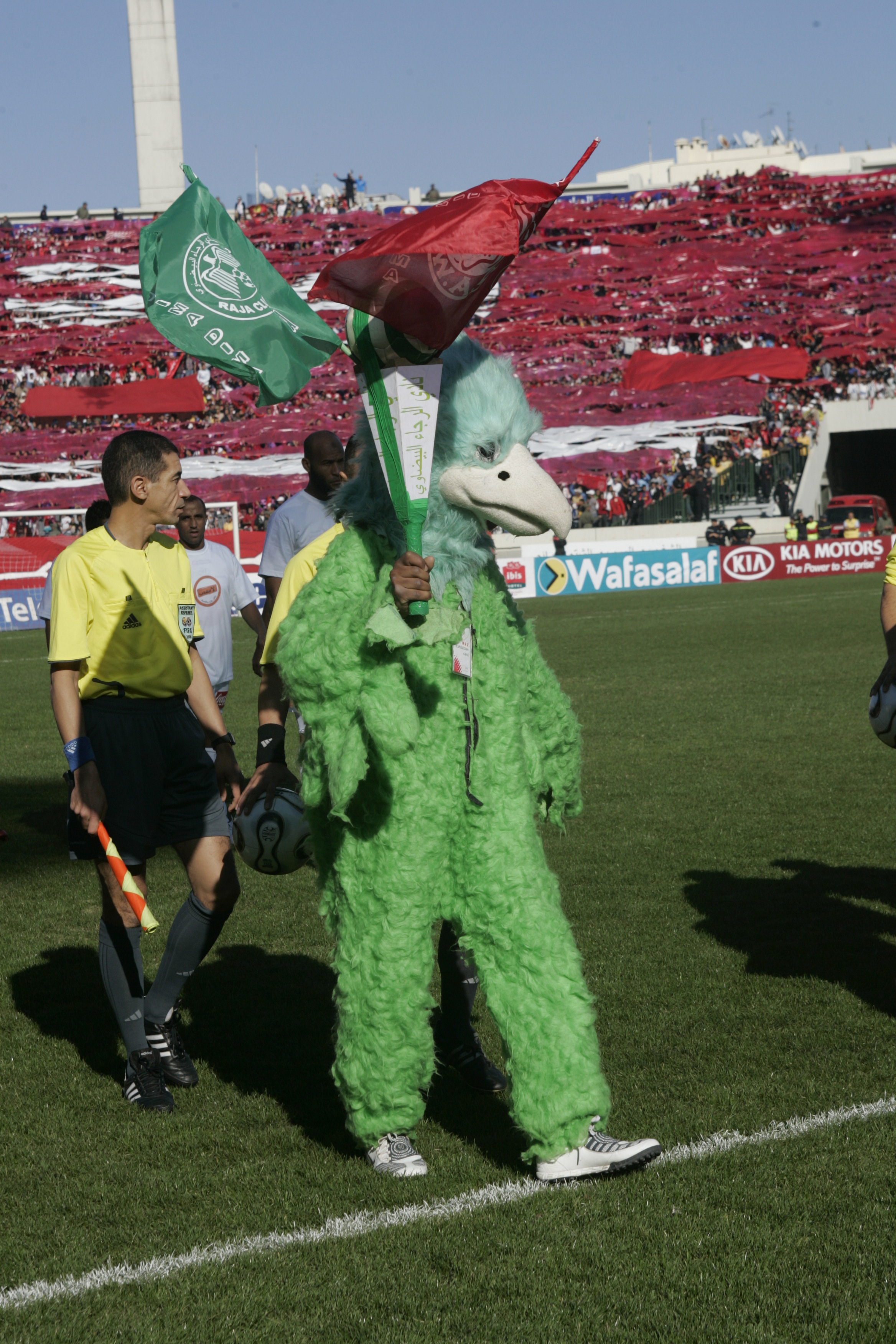
L'aigle, la mascotte officielle du Raja de Casablanca.

### Mascotte d'entreprises et de logiciels
La mascotte est plus qu'un simple personnage fétiche : elle donne souvent à l'entreprise son image en s'associant à son logotype.
- Adibou, le personnage symbole de Mindscape, qui initie les enfants a la lecture ainsi qu'à la biologie.
- Beastie, le démon symbole des systèmes BSD
- Bob, l'ours bleu de Butagaz, relooké il y a quelques années[Quand ?].
- Dogcow, la mascotte des développeurs Macintosh
- Duke, le personnage symbole de Java.
- Mario, le célèbre petit plombier de Nintendo.
- Mozilla le dragon rouge symbole de Netscape puis de la fondation Mozilla
- Nihao-Kai Lan, le personnage asiatique de la chaine Nickelodeon Junior, qui forme les plus jeunes à l'apprentissage du Mandarin et des Mathématiques.
- Pac-Man, le personnage symbole de Namco.
- Rayman, le personnage symbole d'Ubisoft.
- Sonic, le célèbre hérisson de Sega.
- Tux, le manchot de Linux.

Mascotte de Linux
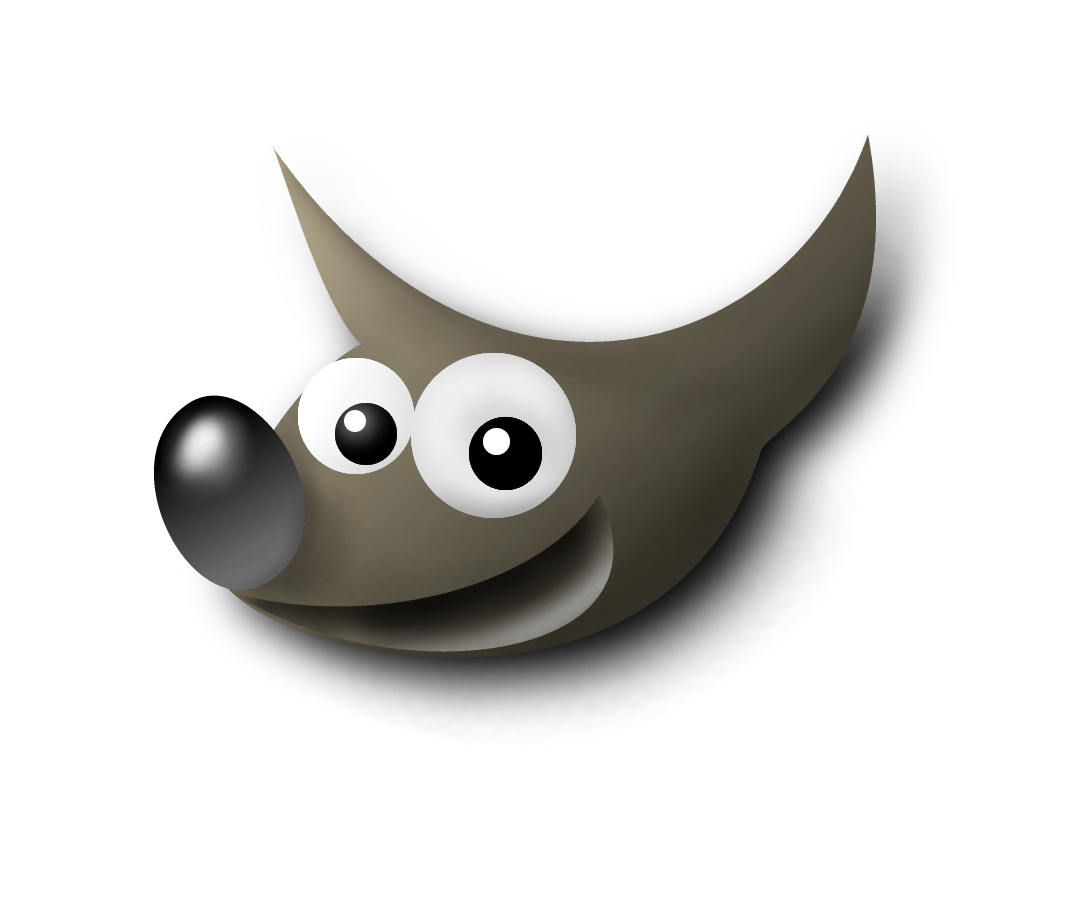
Mascotte de Gimp
Mascotte de Java
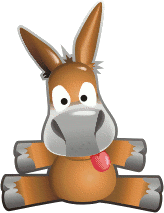
Mascotte d'eMule

### Mascottes militaires

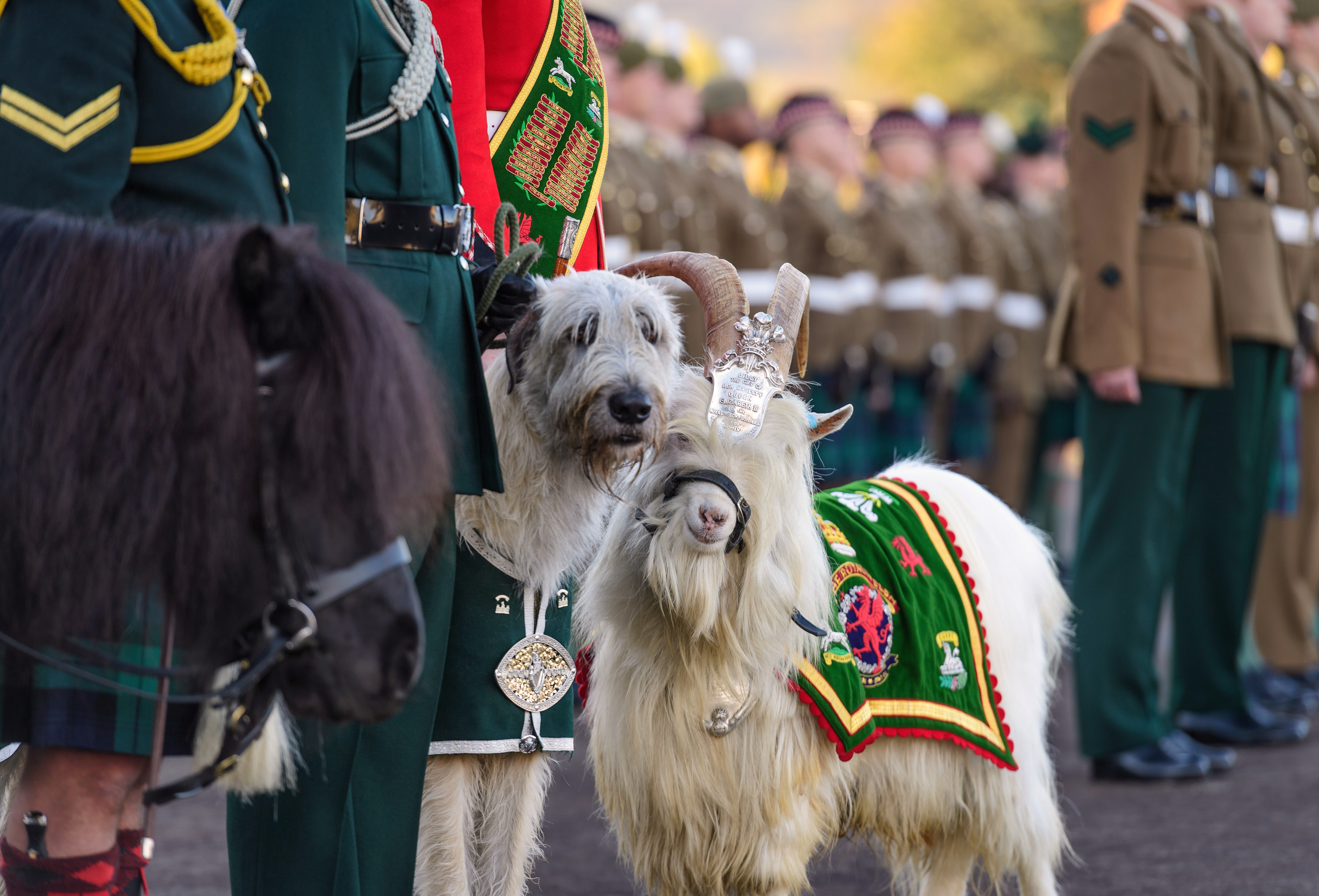
Trois mascottes régimentaires de l'Armée britannique : le poney Shetland du Royal Regiment of Scotland, le lévrier irlandais du régiment Irish Guards, et la chèvre cachemire du régiment Royal Welsh (2017).

Les mascottes sont également utilisées dans de nombreux corps d'armées. L'armée de l'Air s'est toujours distinguée par la mise en avant de mascottes, comme pour exorciser quelques peurs, dans les situations les plus extrêmes[réf. nécessaire].
- Le dalmatien, la mascotte des pompiers aux États-Unis.
- Le pygargue à tête blanche, la mascotte des membres de l'United States Marine Corps.
- Le manchot royal, la mascotte de la garde royale norvégienne.
- Le lévrier d'Irlande, la mascotte du régiment Irish Guards.
- La chèvre cachemire, la mascotte du régiment Royal Welsh.
- L'aigle royal « Bac-Kan », la mascotte du 17e Régiment du Génie Parachutiste (17e RGP) en France.

Mascottes militaires
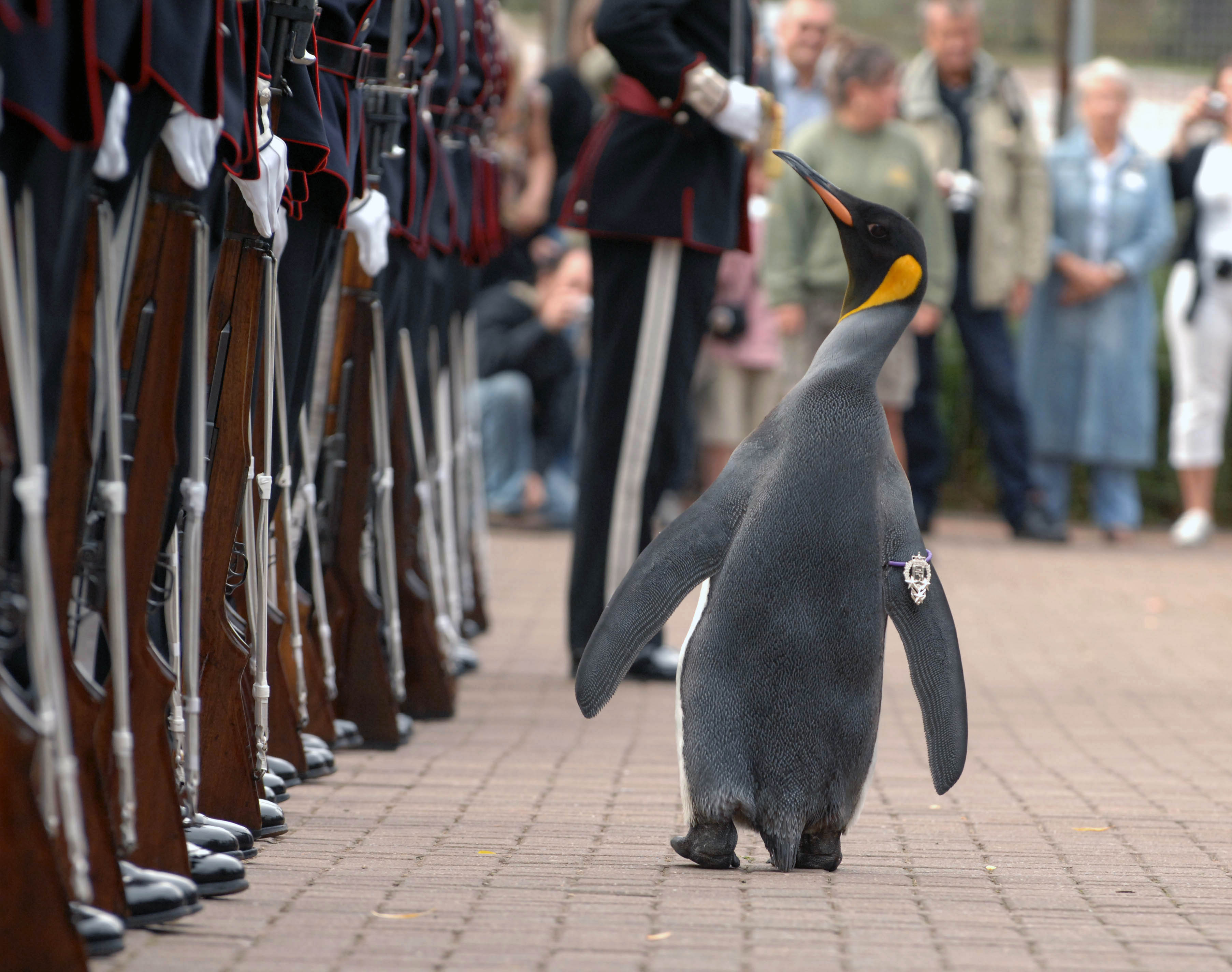
Nils Olav, un manchot royal, mascotte de la garde royale norvégienne.
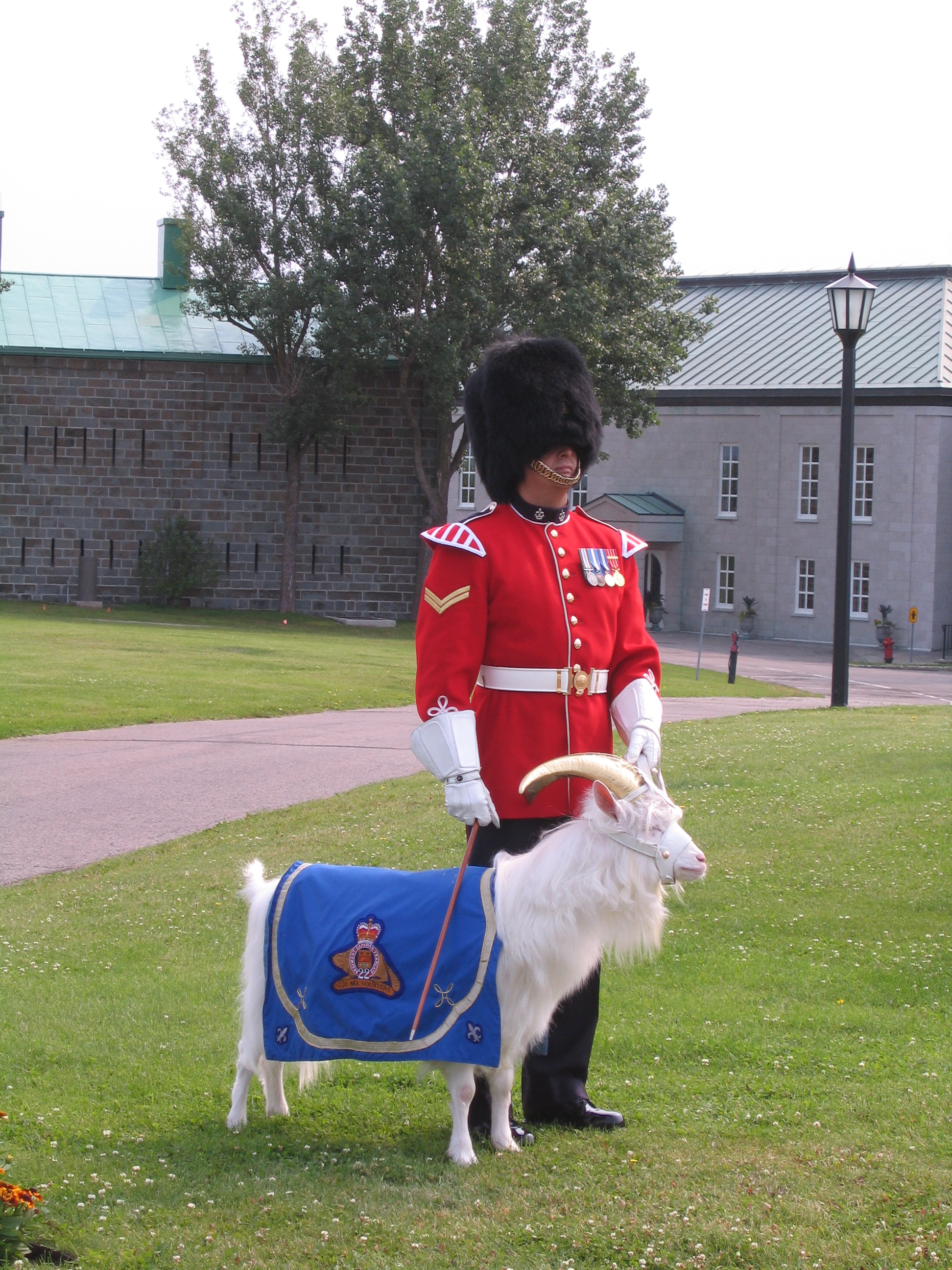
Une chèvre, mascotte du Royal 22e Régiment (Québec).
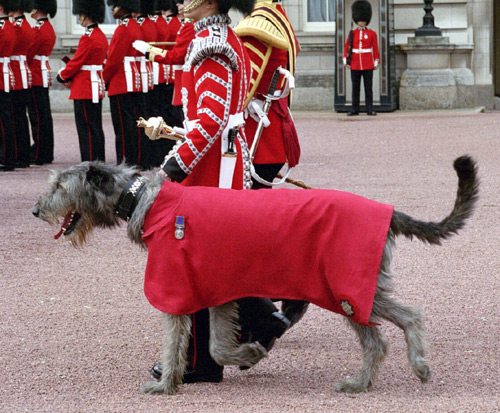
Un lévrier irlandais, mascotte des Irish Guards.
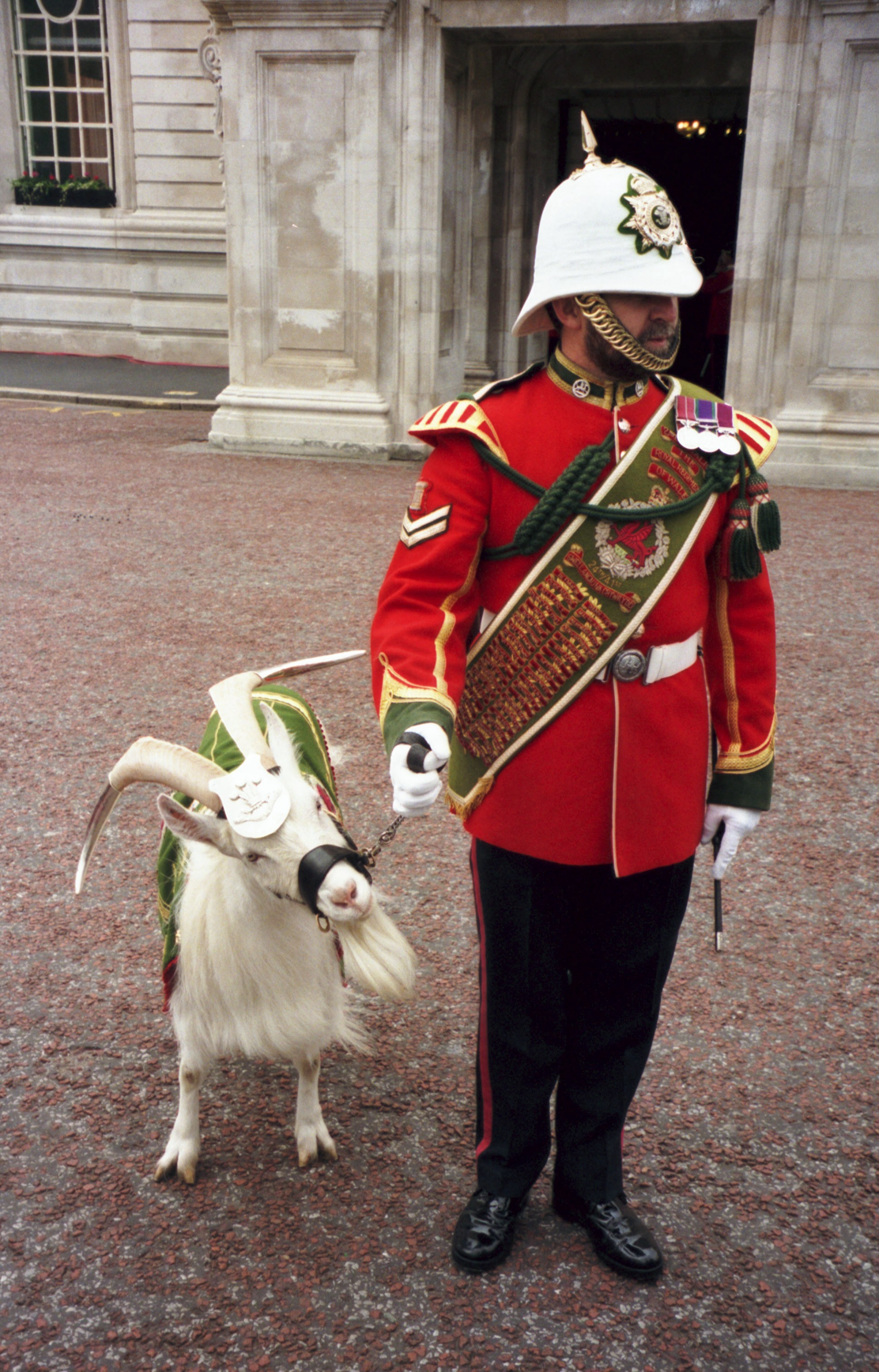
Une chèvre cachemire, mascotte de la Royal Welsh.
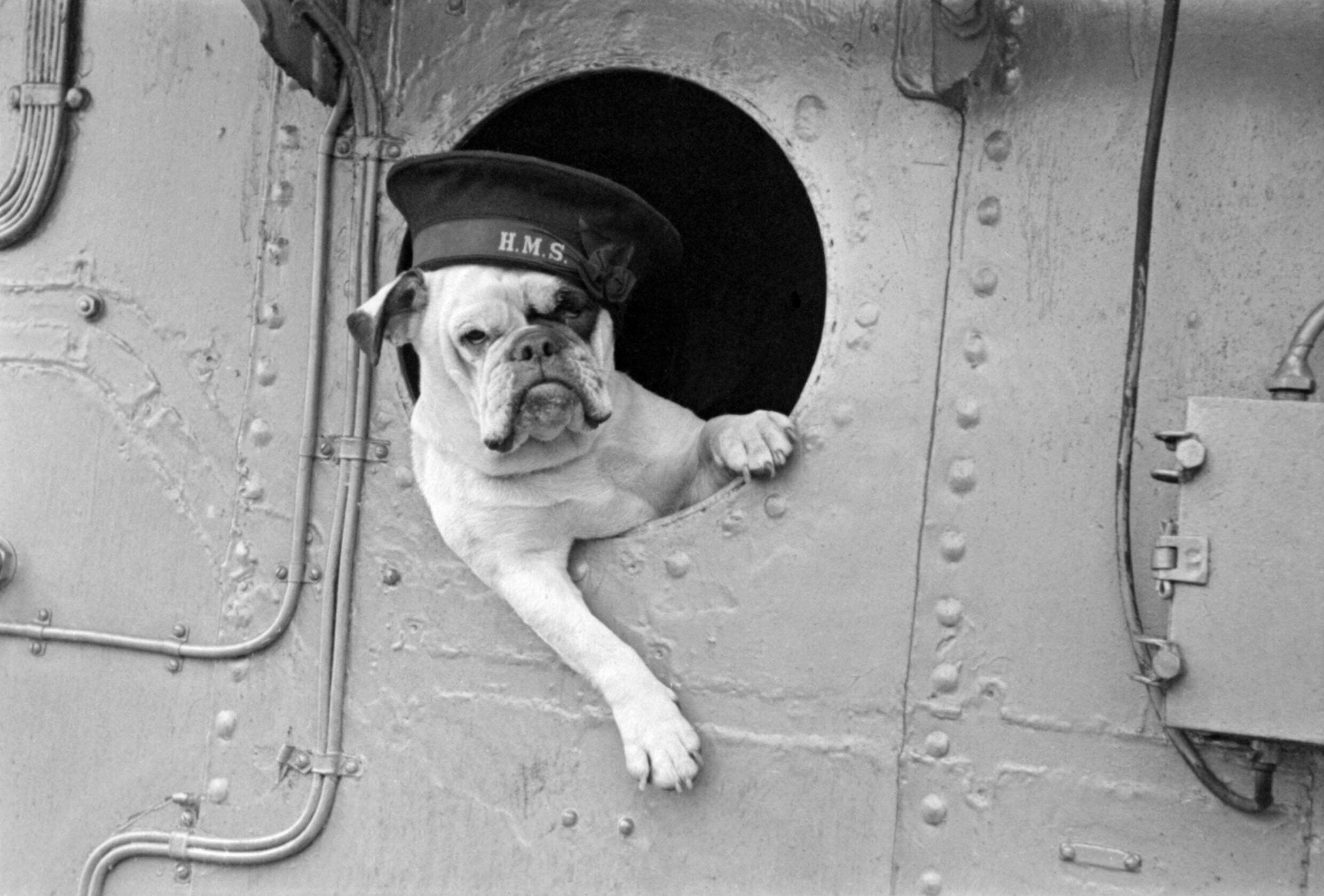
« Venus », un bulldog qui était la mascotte du navire HMS Vansittart (en) en 1941.
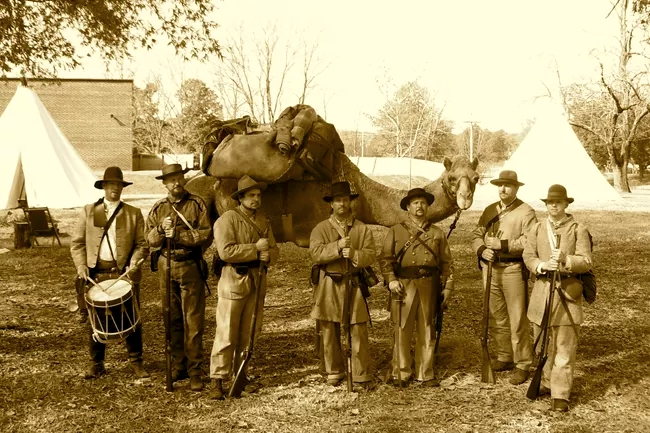
Douglas, un chameau mascotte du 43rd Mississippi Infantry (en), mort en 1863.

### Mascottes de parcs à thème
Grand nombre de zoos et parcs à thèmes ont également développés des mascottes pour relayer leurs communications publicitaires, mais aussi pour orchestrer des rencontres avec les visiteurs.
- Billy, la mascotte de Fraispertuis-City
- Bobbie, la mascotte de Bobbejaanland
- Euromaus, la mascotte d'Europa-Park
- Le lapin vert, mascotte de Liseberg
- Maya l'abeille, mascotte de Studio100
- Mr. Six, le personnage utilisé par la chaîne de parcs Six Flags
- Niglo, personnage hérisson du parc Nigloland
- Pardoes, la mascotte d'Efteling
- Prezzemolo, la mascotte de Gardaland
- Toos Toverhoed, la mascotte de Toverland
- Vic le viking, mascotte de Plopsaland
- Walibi, la mascotte de l'ensemble des parcs homonymes
- Waly, la mascotte de Walygator Parc

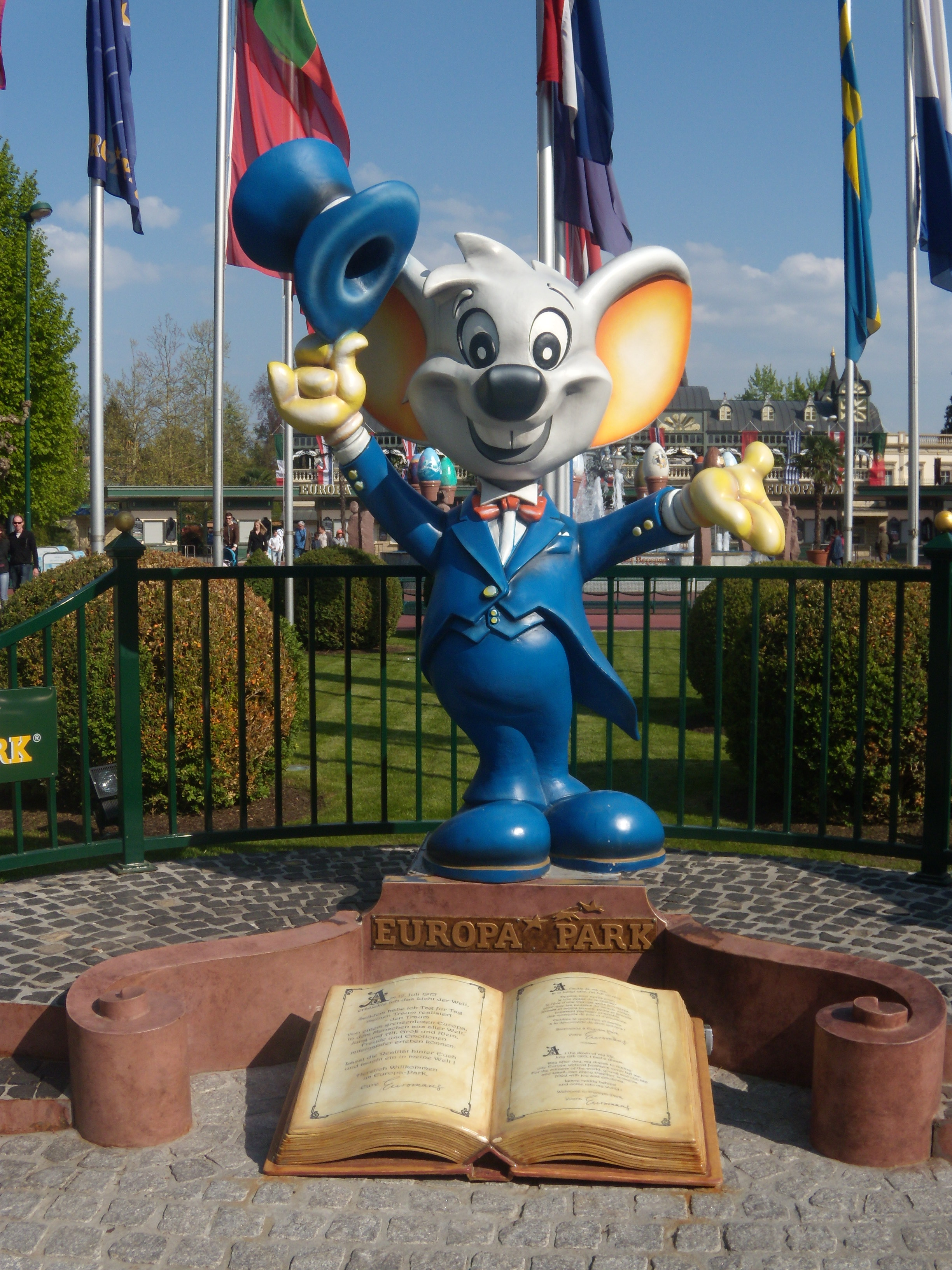
Euromaus
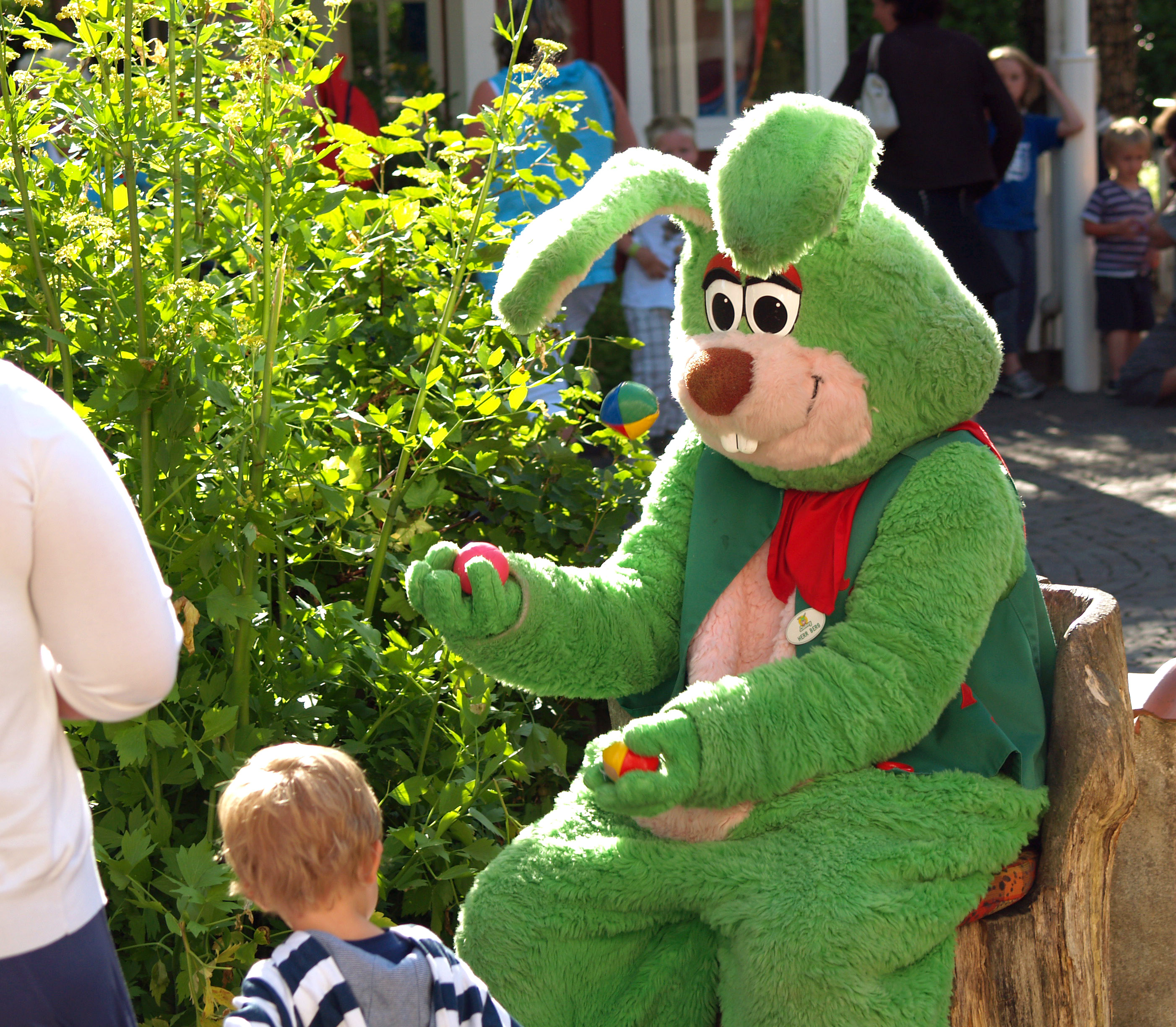
Le lapin vert de Liseberg
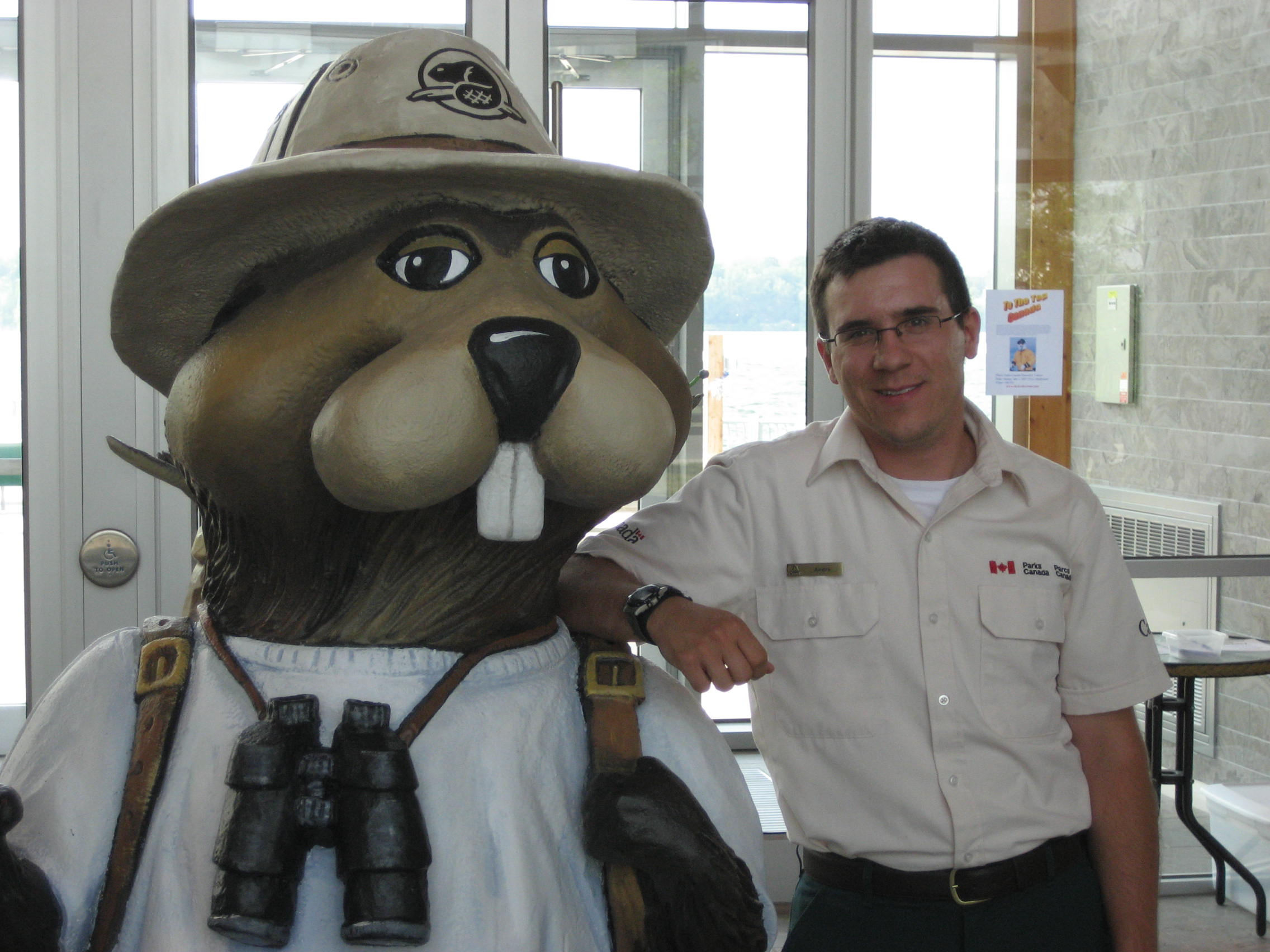
Parcs Canada

### Mascottes automobiles
Le terme mascotte est également utilisé, dans le milieu de l'automobile, pour désigner les bouchons de radiateur. Lors de l'âge d'or de l'automobile (années 1920 à 1935) les bouchons de radiateur ont fait l'objet d'une production artistique très importante. Ces accessoires, le plus souvent en bronze, pouvaient être réalisés en matériaux variés et aussi précieux que le cristal. Elles sont souvent signées et certains sculpteurs ont été particulièrement reconnus dans ce domaine (François Bazin, Casimir Brau, Darel, Maurice Guiraud-Rivière, etc.). La plus célèbre des mascottes est The Spirit of Ecstasy, emblématique de la marque Rolls-Royce. D'autres marques avaient adopté une mascotte spécifique, comme les cigognes de BAZIN pour la marque] Hispano-Suiza, mais très souvent les propriétaires faisaient le choix de changer, selon leur humeur ou les circonstances, le bouchon de radiateur de leur automobile. Les thèmes sont très variées: femmes, sportifs, animaux, etc. Cette production abondante fait la joie des collectionneurs actuels et les mascottes de qualité et d'époque, très recherchées, ont une côte de plus en plus élevée. Ceci a malheureusement conduit à la fabrication de faux de plus en plus nombreux et la plus grande prudence est nécessaire lors de l'achat de ces objets.

### Autres mascottes

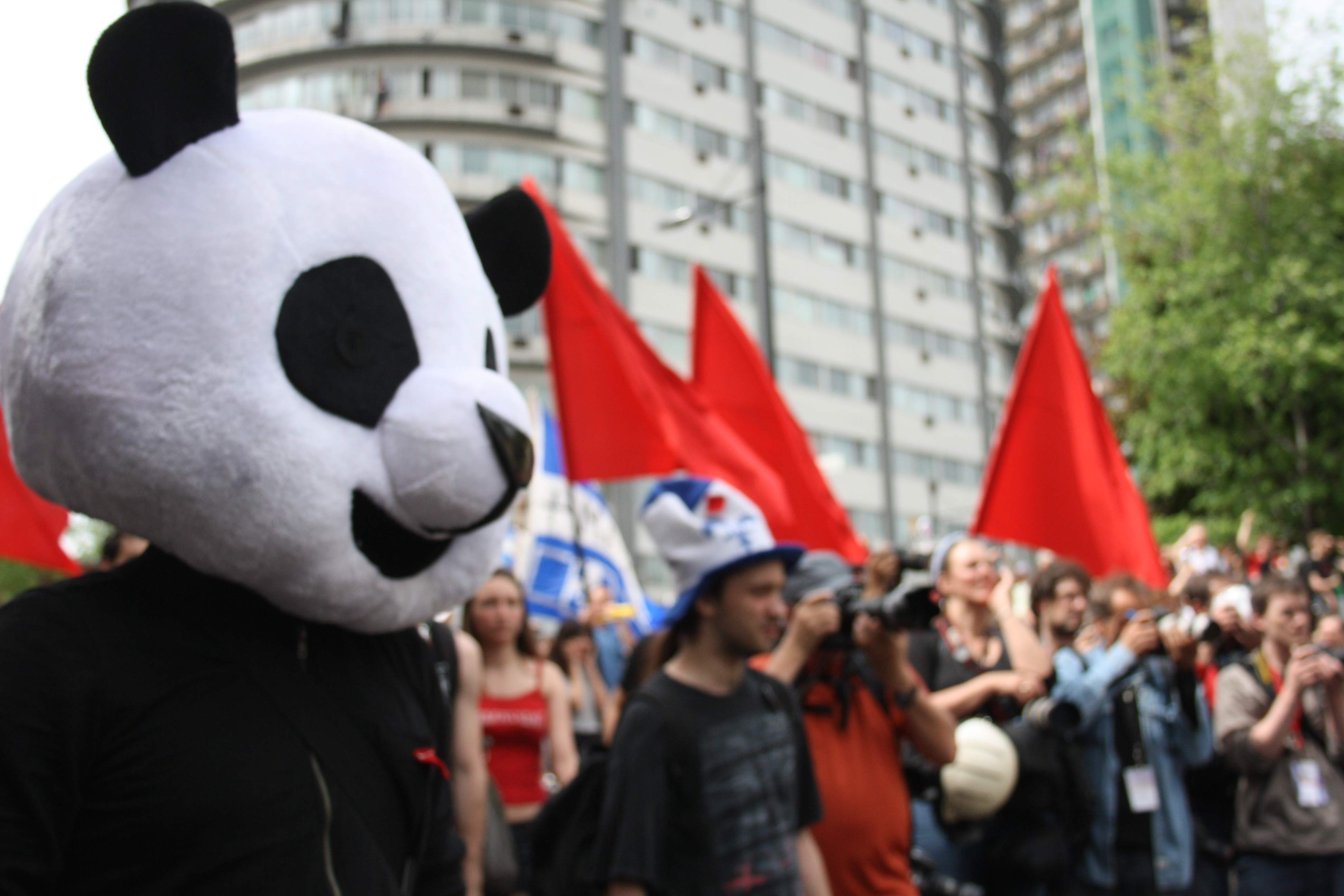
Anarchopanda, la mascotte de la grève étudiante québécoise de 2012.
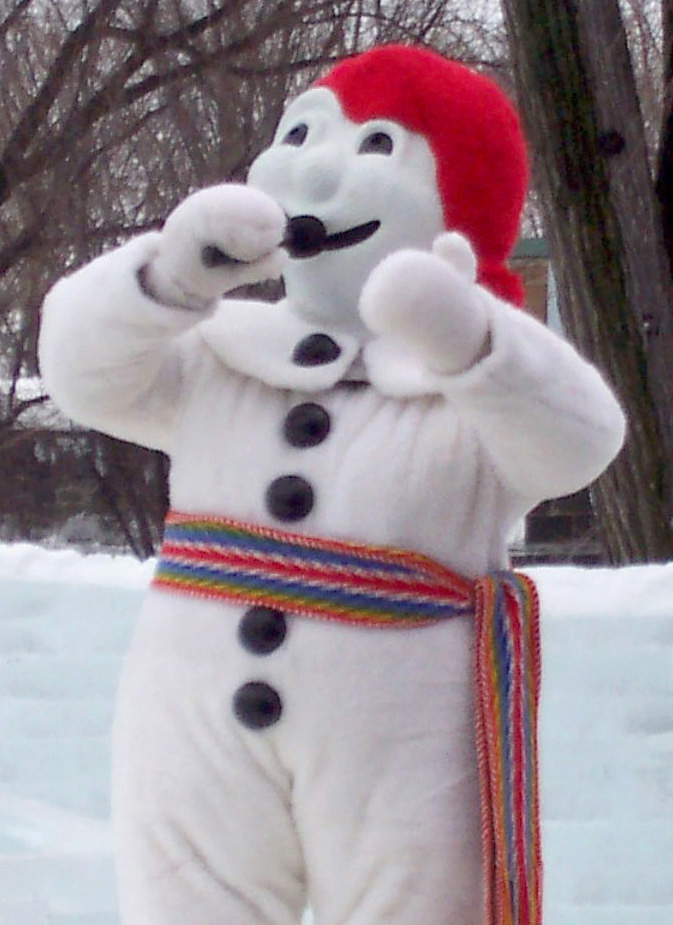
Bonhomme Carnaval, la mascotte du Carnaval de Québec.
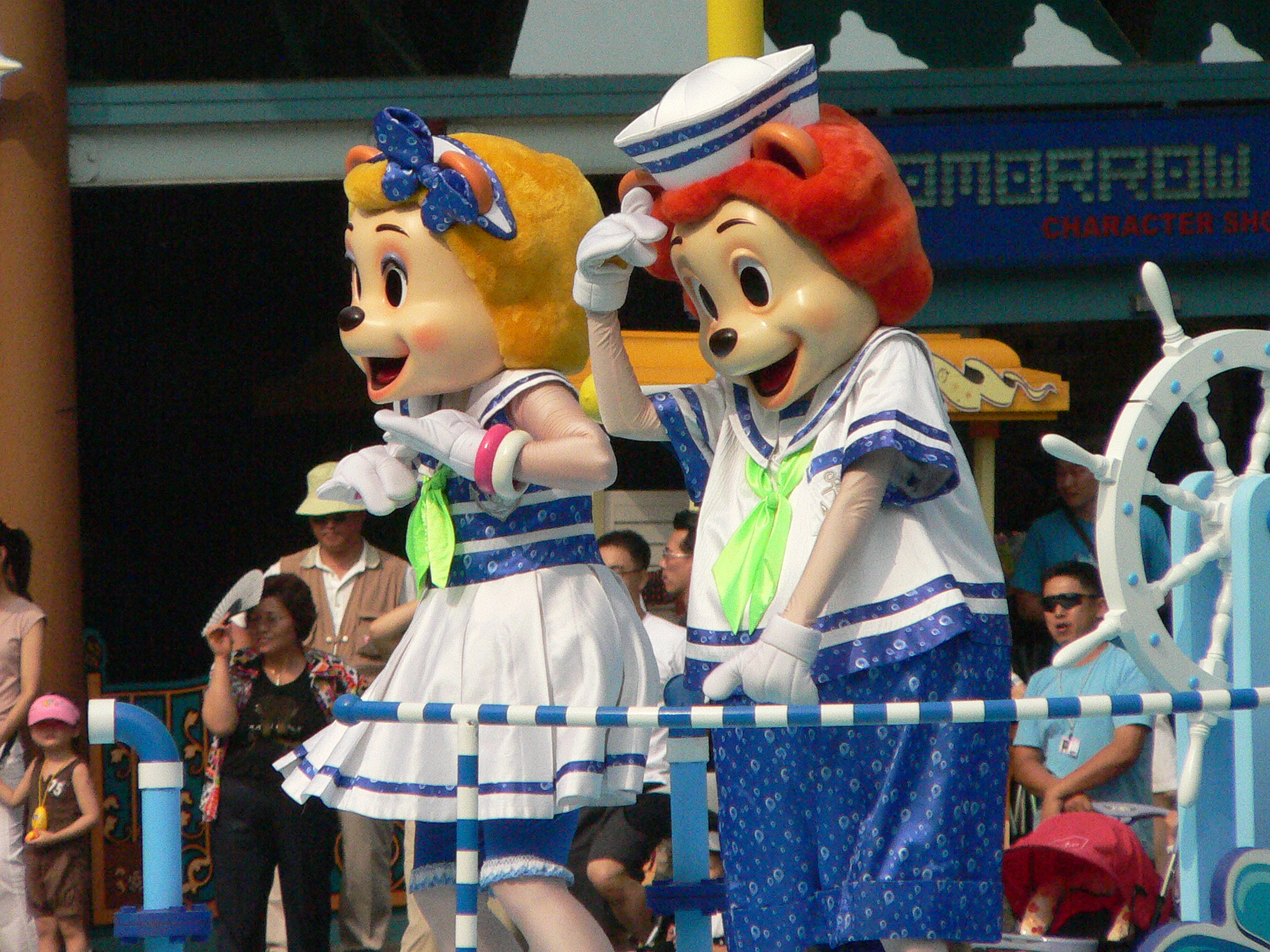
Mascottes d'un parc d'attractions sud-coréen.
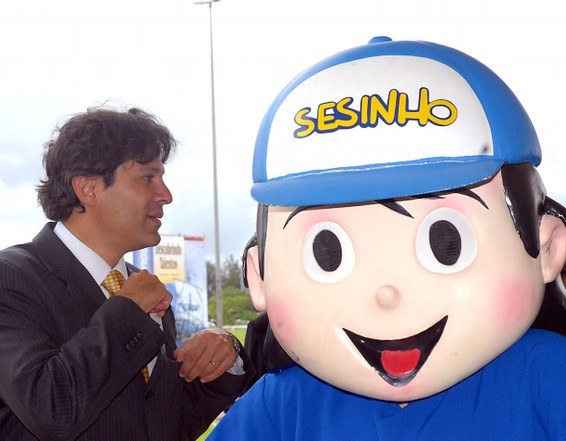
Sesinho, mascotte du SESI au Brésil, avec Fernando Haddad, l'ancien ministre de l'Éducation du Brésil.

## Notoriétés et préférences
- Si vous ne connaissez pas le sujet, laissez ce bandeau (vous pouvez alors contacter les auteurs).
- Si vous supprimez le contenu mis en cause (vous pouvez préalablement contacter les auteurs),

argumentez précisément cette suppression dans la page de discussion
(un manque de référence n'est pas un argument ; une recherche réelle de référence doit avoir été effectuée, être formellement documentée).
Palmarès des mascottes préférées des Français
Les mascottes qui arrivent en tête en termes de notoriété sont :
- Mr Propre à 98%
- Le Bibendum Michelin à 96%
- La Vache qui Rit à 95%
- Crédito de Cetelem à 94%
- M&M’s à 92%

Le palmarès des mascottes préférées des Français est le suivant :
- M&M’s est la mascotte préférée des consommateurs avec 58% des suffrages
- La Vache Milka arrive en 2e position (51%)
- La Vache qui Rit remporte la 3e marche du podium (50%)
- Cajoline est en 4e position (48%)
- Spontex clôt le palmarès (42%)

Étude Opinion Way réalisée du 13 au 23 décembre 2013 auprès d’un échantillon représentatif de 1 500 Français de 18 ans et plus pour Le Cercle Frédéric Mistral. 30 marques ont été étudiées sur 3 grands secteurs : alimentaire, non alimentaire et services : Vache qui Rit, Kiri, Vico, Mousline, Oasis, Tropicana, M&M’s, Smarties, Géant Vert, Bonduelle, Cajoline, Soupline, Mr Propre, Ajax, Spontex, Scotch-Brite, Bic, Stabilo, Duracell, Energizer, Cetelem, Cofidis, Groupama, Maif, Feu Vert, Midas, Michelin, Goodyear, Butagaz, Primagaz.
Elle démontre que les mascottes travaillent bien l’image de la marque sur des dimensions relationnelles : sympathie, perception publicitaire, sentiment de proximité et d’accessibilité. Des bénéfices qui se traduisent par un engagement client renforcé, favorable tant à l’acquisition qu’à la fidélisation..
Constitué en association loi de 1901, ce club, baptisé « Cercle Frédéric Mistral » (en hommage au lexicologue qui a introduit le mot « mascotte » dans la langue française au XIXe siècle), a pour vocation de faciliter les échanges et lancer le débat entre annonceurs intégrant ou s’intéressant à l’utilisation d’une mascotte dans leur stratégie de communication et marketing. Le Cercle est financé par ses membres. Deux à trois rencontres sont prévues dans l'année. « Les annonceurs de tous secteurs sont évidemment les bienvenus au sein du Cercle Frédéric Mistral », précise François Gravet, Directeur Marketing de Butagaz, à l’initiative de ce projet.